# Militära grader i Kejserliga ryska flottan
Militära grader i Kejserliga ryska flottan visar den hierarkiska ordningen i den kejserliga ryska flottan.

## Första världskriget

### Sjömilitära grader och gradbeteckningar 1911-1917

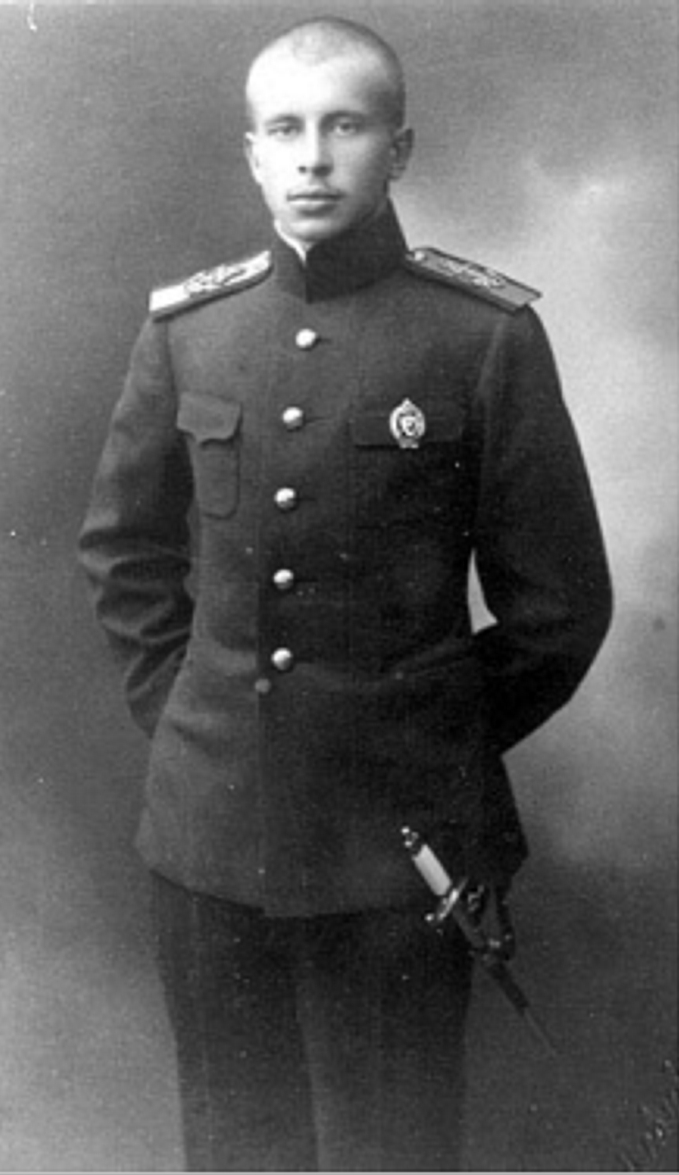
Gardemarin (flaggkadett) 1915

| Rangklass | Grad                                  | Svensk översättning                | Gradbeteckning | Motsvarande grad i ryska armén | Motsvarande grad i Svenska flottan |
| --------- | ------------------------------------- | ---------------------------------- | -------------- | ------------------------------ | ---------------------------------- |
| I         | Generaladmiral                        | Generalamiral                      |                | Fältmarskalk                   | -                                  |
| II        | Admiral                               | Amiral                             |                | General                        | Amiral                             |
| III       | Vitse-admiral                         | Viceamiral                         |                | Generallöjtnant                | Viceamiral                         |
| IV        | Kontr-admiral                         | Konteramiral                       |                | Generalmajor                   | Konteramiral                       |
| VI        | Kapitan 1-go ranga                    | Kapten av första rangen            |                | Överste                        | Kommendör                          |
| VII       | Kapitan 2-go ranga                    | Kapten av andra rangen             |                | Överstelöjtnant                | Kommendörkapten                    |
| VIII      | Starshiy leiteneant                   | Äldre löjtnant                     |                | Kapten                         | Kapten                             |
| IX        | Leitenenant                           | Löjtnant                           |                | Stabskapten                    | Löjtnant                           |
| X         | Michman                               | Midshipman                         |                | Löjtnant                       | Underlöjtnant                      |
| -         | Starshiy botsman Konduktor Gardemarin | Äldre båtsman Konduktör Gardemarin |                | Underfänrik                    | Flaggunderofficer Flaggkadett      |
| -         | Botsman                               | Båtsman                            |                | Fältväbel                      | Underofficer av andra graden       |
| -         | Botsmanmat                            | Båtsmannsmått                      |                | Äldre underofficer             | Underofficerskorpral               |
| -         | Kvartirmeister                        | Kvartermästare                     |                | Yngre underofficer             | Korpral                            |
| -         | Matros pervoi statiy                  | Matros första graden               |                | Korpral                        | Sjöman 1. klass                    |
| -         | Matros vtoroi statiy                  | Matros andra graden                |                | Menig                          | Sjöman 2. klass Sjöman 3. klass    |

Källa:

### Tjänstegrader för officerare

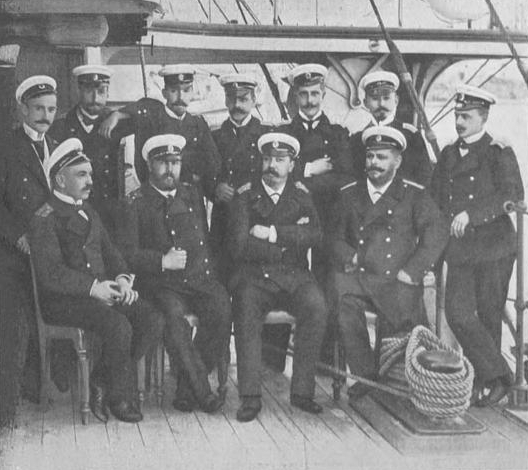
Ryska flottans officersuniform som den såg ut även under första världskriget.

- Sjömilitära grader användes av  sjöofficerskåren och flottans mekaniska ingenjörskår (med prefixet ingenjörmekaniker; till exempel: "ingenjörmekanikerkapten av första rangen")
- Lantmilitära grader användes av marininfanteriet och kustartilleriet (med suffixet av amiralitetet; till exempel: "överste av amiralitetet"), marinartillerikåren, flottans navigationskår, flottans skeppsbyggnadskår, ingenjörs- och teknikerkåren vid marinens byggnadsförvaltning samt flottans hydrografiska kår.

| Rangklass | Sjömilitära grader                        | Lantmilitära grader                 |
| --------- | ----------------------------------------- | ----------------------------------- |
| I         | - Generalamiral Генерал-адмирал           | -                                   |
| II        | - Amiral Адмирал                          | - General Генерал                   |
| III       | - Viceamiral Вице-адмирал                 | - Generallöjtnant Генерал-лейтенант |
| IV        | - Konteramiral Контр-адмирал              | - Generalmajor Генерал-майор        |
| VI        | - Kapten av första rangen Капитан 1 ранга | - Överste Полковник                 |
| VII       | - Kapten av andra rangen Капитан 2 ранга  | - Överstelöjtnant Подполковник      |
| VIII      | - Äldre löjtnant Старший лейтенант        | - Kapten Капитан                    |
| IX        | - Löjtnant Лейтенант                      | - Stabskapten Штабс-капитан         |
| X         | - Midshipman Мичман                       | - Löjtnant Поручик                  |
| XII       | -                                         | - Underlöjtnant Подпоручик          |
| XIV       | -                                         | - Fänrik Прапорщик                  |

1. ↑  Endast fänrikar av amiralitetet samt interimsfänrikar vid medicinalväsendet.

Källa:  

### Tjänstegrader för civilmilitära tjänstemän
| Rangklass | Civil grad                                           | Tjänstegren                         |
| --------- | ---------------------------------------------------- | ----------------------------------- |
| II        | Действительный тайный советник (Verkligt geheimeråd) | marinförvaltningen läkare           |
| III       | Тайный советник (Geheimeråd)                         | marinförvaltningen läkare           |
| IV        | Действительный статский советник (Verkligt statsråd) | marinförvaltningen läkare apotekare |
| V         | Статский советник (Statsråd)                         | marinförvaltningen läkare apotekare |
| VI        | Коллежский советник (Kollegieråd)                    | marinförvaltningen läkare apotekare |
| VII       | Надворный советник (Hovråd)                          | marinförvaltningen läkare apotekare |
| VIII      | Коллежский асессор (Kollegieassessor)                | marinförvaltningen läkare apotekare |
| IX        | Титулярный советник (Titulärråd)                     | marinförvaltningen läkare apotekare |
| X         | Коллежский секретарь (Kollegiesekreterare)           | marinförvaltningen fältskärer       |
| XII       | Губернский секретарь (Guvernementssekreterare)       | marinförvaltningen läkarbiträden    |
| XIV       | Коллежский регистратор (Kollegieregistrator)         | marinförvaltningen apotekarbiträden |

Källa:  

## Gustav III:s ryska krig
| Rangklass | Militär grad i flottan                                   | Motsvarande grad i armén                  |
| --------- | -------------------------------------------------------- | ----------------------------------------- |
| I         | - Generalamiral Генерал-адмирал                          | - Generalfältmarskalk Генерал-фельдмаршал |
| II        | - Amiral Адмирал                                         | - General-en-chef Генерал-аншеф           |
| III       | - Viceamiral Вице-адмирал                                | - Generallöjtnant Генерал-поручик         |
| IV        | - Konteramiral Контр-адмирал                             | - Generalmajor Генерал-майор              |
| V         | - Kapten med brigadjärs rang Капитан бригадирского ранга | - Brigadjär Бригадир                      |
| VI        | - Kapten av första rangen Капитан 1 ранга                | - Överste Полковник                       |
| VII       | - Kapten av andra rangen Капитан 2 ранга                 | - Överstelöjtnant Подполковник            |
| VIII      | - Kaptenlöjtnant Капитан-поручик                         | - Major Майор                             |
| IX        | - Löjtnant Поручик                                       | - Kapten Капитан                          |
| X         | - saknade motsvarighet i flottan                         | - Löjtnant Поручик                        |
| XII       | - Midshipman Мичман                                      | - Underlöjtnant Подпоручик                |
| XIV       | - saknade motsvarighet i flottan                         | - Fänrik Прапорщик                        |
| -         | - Skeppare Шхипер                                        | - Äldre sergeant Старший сержант          |
| -         | - Underofficer Унтер-офицер                              | - Yngre sergeant Младший сержант          |
| -         | - saknade motsvarighet i flottan                         | - Underfänrik Подпрапорщик                |
| -         | - Matros första klassen Матрос 1 статьи                  | - Rustmästare Каптенармус                 |
| -         | - Matros andra klassen Матрос 2 статьи                   | - Furir Фурьер                            |
| -         | - Matros tredje klassen Матрос 3 статьи                  | - Korpral Капрал                          |
| -         | - Matros fjärde klassen Матрос 4 статьи                  | - Menig Рядовой                           |

Källa: 

## Hattarnas ryska krig
| Rangklass | Militär grad i flottan                                                                                  | Motsvarande grad i armén                  |
| --------- | --- | ----------------------------------------- |
| I         | - Generalamiral Генерал-адмирал                                                                         | - Generalfältmarskalk Генерал-фельдмаршал |
| II        | - Amiral Адмирал                                                                                        | - General Генерал                         |
| III       | - Viceamiral Вице-адмирал                                                                               | - Generallöjtnant Генерал-лейтенант       |
| IV        | - Konteramiral Контр-адмирал                                                                            | - Generalmajor Генерал-майор              |
| V         | - saknade motsvarighet i flottan                                                                        | - Brigadjär Бригадир                      |
| VI        | - Kapten av första rangen Капитан 1 ранга                                                               | - Överste Полковник                       |
| VII       | - Kapten av andra rangen Капитан 2 ранга                                                                | - Överstelöjtnant Подполковник            |
| VIII      | - Löjtnant Поручик                                                                                      | - Major Майор                             |
| IX        | - saknade motsvarighet i flottan                                                                        | - Kapten Капитан                          |
| X         | - saknade motsvarighet i flottan                                                                        | - Löjtnant Поручик                        |
| XII       | - Underlöjtnant Унтер-лейтенант                                                                         | - Underlöjtnant Подпоручик                |
| XIV       | - saknade motsvarighet i flottan                                                                        | - Fänrik Прапорщик                        |
| -         | - Styrman Штурман                                                                                       | - Fältväbel Фельдфебель                   |
| -         | - Midshipman Мичман                                                                                     | - Underfänrik Подпрапорщик                |
| -         | - Båtsman, Skeppsman, Skeppare Боцман, Шхиман, Шкипер                                                   | - Sergeant Сержант                        |
| -         | - Båtsmansmått, Skeppsmansmått, Understyrman, Underskeppare Боцманмат, Шхиманмат, Подштурман, Подшкипер | - Rustmästare Каптенармус                 |
| -         | - Kvartermästare Квартирмейстер                                                                         | - Furir Фурьер                            |
| -         | - Matros första klassen Матрос 1 статьи                                                                 | - Korpral Капрал                          |
| -         | - Matros andra klassen Матрос 2 статьи                                                                  | - Menig Рядовой                           |

Källa: 

## Stora nordiska kriget
| Rangklass | Militär grad i flottan                    | Motsvarande grad i armén                  |
| --------- | ----------------------------------------- | ----------------------------------------- |
| I         | - Generalamiral Генерал-адмирал           | - Generalfältmarskalk Генерал-фельдмаршал |
| II        | - Amiral Адмирал                          | - General Генерал                         |
| III       | - Viceamiral Вице-адмирал                 | - Generallöjtnant Генерал-лейтенант       |
| IV        | - Konteramiral Контр-адмирал              | - Generalmajor Генерал-майор              |
| V         | - Kommendörkapten Капитан-командор        | - Brigadjär Бригадир                      |
| VI        | - Kapten av första rangen Капитан 1 ранга | - Överste Полковник                       |
| VII       | - Kapten av andra rangen Капитан 2 ранга  | - Överstelöjtnant Подполковник            |
| VIII      | - Kapten av tredje rangen Капитан 3 ранга | - Major Майор                             |
| IX        | - Kaptenlöjtnant Капитан-лейтенант        | - Kapten Капитан                          |
| X         | - Löjtnant Лейтенант                      | - Löjtnant Поручик                        |
| XII       | - Underlöjtnant Унтер-лейтенант           | - Underlöjtnant Подпоручик                |
| XIV       | - Midshipman Мичман                       | - Fänrik Фендрик                          |
| -         | - Matros första klassen Матрос 1 статьи   | - Rustmästare Каптенармус                 |
| -         | - Matros andra klassen Матрос 2 статьи    | - Furir Фурьер                            |
| -         | - Matros tredje klassen Матрос 3 статьи   | - Korpral Капрал                          |
| -         | - Matros fjärde klassen Матрос 4 статьи   | - Menig Рядовой                           |

Källa: 